# Reynaldo Nichele
Reynaldo Fidel Nichele (* 1. Juni 1918 in Zárate; † 25. April 1998) war ein argentinischer Tangogeiger.

## Leben
Nicheles Vater stammte aus Italien, seine Mutter war Uruguayerin. Er selbst wuchs in Montevideo auf. Bereits im Alter von dreizehn Jahren trat er im Casino von Carasco mit dem Orchester Carlos Warrens auf. Sein Violinlehrer war Carlos Giucci, der auch Edgardo Donato unterrichtet hatte. Er spielte dann in Cabarets, in Jazz- und Tangoformationen, u. a. der von Juan Baüer. 1937 kam er nach Buenos Aires. Dort wurde er Mitglied im Orchester Aníbal Troilos, mit dem er im Cabaret Marabú debütierte. Nach zwei Jahren engagierte ihn Roberto Zerrillo als Tourbegleiter von Libertad Lamarque.
Nach diesem Engagement war er längere Zeit arbeitslos, bis ihn Troilo erneut in sein Orchester aufnahm. Dieses Mal währte die Zusammenarbeit 20 Jahre, bis Troilos Erfolg spürbar nachließ. Er unterzog sich nun einer Prüfung durch Juan José Castro und wurde Geiger im Orquesta Sinfónica Nacional, dem er weitere 20 Jahre angehörte, bis er sich zur Ruhe setzte. 
Neben diesen lange währenden Engagements bildete er ein Quartett mit dem Bandoneonisten Eduardo Rovira, dem Pianisten Atilio Stampone (gelegentlich durch Orlando Trípodi oder José Colángelo ersetzt) und dem Bassisten Fernando Romano, das unter wechselnden Namen (Cuarteto Rovira, Cuerteto Stampone) Tourneen unternahm, im Radio auftrat und als Cuarteto Reynaldo Nichele Kassetten für den japanischen Markt aufnahm. Einige Monate begleitete Nichele auch die Sängerin Malena de Toledo. Auslandstourneen nach Europa und nach Japan unternahm er mit Osvaldo Requena, Carlos García und Néstor Marconi.